# Clifford Odets
Clifford Odets est un dramaturge américain, né le 18 juillet 1906 à Philadelphie (Pennsylvanie) et mort le 18 août 1963 à Los Angeles (Californie).

## Biographie
Le père de Clifford Odets, né Gorodetsky, est un Juif d'origine russe qui a modifié son nom pour Odets à son arrivée aux États-Unis. Sa mère, Pearl Geisinger est une Juive d'origine roumaine.
Clifford Odets abandonne tôt ses études, quitte ses parents et s'installe dans le quartier new-yorkais de Greenwich Village dans l'espoir de devenir acteur. Il se joint d'abord à une petite troupe appelée Poet's Theatre, dirigé par Harry Kemp (en). Il fait également de la radio et signe des critiques de théâtre pour diverses publications. Dans le cadre de ses fonctions de critique, il assiste en 1926 à une représentation sur Broadway de Junon et le Paon de Seán O'Casey. Dès lors, le théâtre engagé et contestataire de O'Casey aura une influence durable sur son œuvre dramatique à venir. D'une personnalité dépressive, il fait trois tentatives de suicide durant cette période.
Après avoir décroché quelques petits rôles dans des productions sur Broadway, il devient, en 1931, l'un des membres du Group Theatre (en) de New York dont le travail se fonde sur les techniques d'interprétation de Constantin Stanislavski, développées ensuite par Lee Strasberg sous le terme la Méthode. À la demande de Strasberg, Odets devient le premier dramaturge du Group Theatre. En janvier 1935, Waiting for Lefty prend l'affiche. Pièce en un acte, elle met en scène une réunion syndicale de chauffeurs de taxi en grève, situation dramatique inspirée par un fait réel. Contre toute attente, la pièce obtient un remarquable succès en Amérique comme à l'étranger. Le mois suivant, en février 1935, commencent les représentations de Awake and Sing! (1935), où la famille juive des Berger est tiraillée entre le désir d'un engagement politique et la crainte de perdre sa sécurité et sa quiétude. Tout comme Waiting for Lefty, Awake and Sing! dénonce les abus de capitalisme et l'exploitation des travailleurs, alors que l'Amérique subit de plein fouet la tourmente économique de la Grande Dépression. Odets devient ainsi le grand dramaturge de la gauche américaine. Quatre des pièces qu'il écrit ensuite sont de gros succès et sont adaptés au cinéma (voir la liste des œuvres ci-bas).
À partir de 1936, les succès qu'il obtient à Broadway attirent l'attention des producteurs d'Hollywood. Sa carrière de scénariste, bien payée, mais peu satisfaisante sur le plan artistique (il refuse souvent que son nom soit apposé sur des scénarios écrits et réécrits par des équipes d'écrivains), lui permet néanmoins de signer quelques scénarios marquants, notamment Rien qu'un cœur solitaire (None but the Lonely Heart), film qu'il réalise lui-même en 1944 et dont il rédige le scénario d'après un roman de Richard Llewellyn ; Deadline at Dawn (1946), de Harold Clurman (en), d'après le roman éponyme de William Irish ; Le Grand Chantage (Sweet Smell of Success, 1957), d'Alexander Mackendrick, d'après la nouvelle Tell Me About it Tomorrow d'Ernest Lehman, avec Burt Lancaster et Tony Curtis.
En 1953, Odets fait l'objet d'une enquête initiée par Joseph McCarthy et se voit convoqué devant la Commission des activités antiaméricaines. Il renie alors ses liens avec le communisme et coopère en donnant des noms. Grâce à cela, il n'est pas porté sur la « liste noire ». Cet événement a cependant un retentissement sur son inspiration, parce qu'il s'en veut d'avoir agi ainsi. Il n'écrit ensuite qu'une seule pièce, en 1954, Le Pêcher en fleurs.
Il a été l'époux de l'actrice Luise Rainer (8 janvier 1937 - 14 mai 1940) et de Betty Grayson (14 mai 1943 - janvier 1952).
Clifford Odets meurt des suites d'un cancer en août 1963.
Il repose au Forest Lawn Memorial Park de Glendale.

## Œuvre sélective

### Pièces de théâtre
- Waiting for Lefty (1935) ; même titre en français (trad. Laurent Cibien et Natascha Rudolf, éditions du Brigadier, 2024,  (ISBN 9782494702806)
- Awake and Sing! (1935)
- Till the Day I Die (1935)
- Paradise Lost (1935)
- Golden Boy (1937) (adaptation cinématographique L'Esclave aux mains d'or)
- Rocket to the Moon (1938)
- Night Music (1940)
- Clash by Night (1941) (adaptation cinématographique Le démon s'éveille la nuit)
- The Big Knife (1949) (adaptation cinématographique Le Grand Couteau)
- The Country Girl (1950) (adaptation cinématographique Une fille de la province)
- The Flowering Peach (1954)

## Filmographie

### Scénariste
- 1936 : Le général est mort à l'aube (The General Died at Dawn) de Lewis Milestone
- 1944 : Rien qu'un cœur solitaire (None But the Lonely Heart)
- 1946 : From This Day Forward de John Berry
- 1946 : Une nuit mouvementée (Deadline at Dawn) de Harold Clurman (en)
- 1946 : Les Enchaînés d'Alfred Hitchcock (dialogues de la scène d'amour)
- 1946 : Humoresque de Jean Negulesco
- 1957 : Le Grand Chantage (Sweet Smell of Success) de Alexander Mackendrick
- 1959 : Du sang en première page (The Story on Page One)
- 1961 : Amour sauvage (Wild in the Country) de Philip Dunne

### Réalisateur
- 1944 : Rien qu'un cœur solitaire (None But the Lonely Heart)
- 1959 : Du sang en première page (The Story on Page One)